# Lyman (Wyoming)
Pour les articles homonymes, voir Lyman (homonymie).
Lyman est une municipalité américaine située dans le comté de Uinta au Wyoming.
Lors du recensement de 2010, sa population est de 2 115 habitants. La municipalité s'étend sur 1,71 milles carrés (4,43 km2).